# Gong Dingzi
Gong Dingzi (龔鼎孶) (1615 – 1673) è stato uno scrittore e poeta cinese classico.
Fu al servizio della dinastia Ming al tempo dell'imperatore Chongzhen, della breve dinastia Shun del ribelle contadino Li Zicheng, e infine della dinastia Qing manciù. Assieme a Wu Weiye e Qian Qianyi, formarono il famoso gruppo chiamato i Tre Maestri di Jiangdong.

## Biografia
Passò l'esame imperiale nella regione dello Jiangnan come miglior candidato nel 1641, venne inviato nella capitale, Pechino. Lungo il tragitto, incontrò la sua futura moglie, Gu Mei, che era una delle più famose cortigiane del fiume Qinhuai, nel distretto di Jiankang (moderna Nanchino).
Nel 1642, Gong stava prestando servizio nell'amministrazione governativa di Pechino, dove le sue denunce ai ministri del governo e le critiche alle politiche imperiali fecero arrabbiare l'imperatore Chongzhen, che lo fece imprigionare. Rilasciato all'inizio della primavera del 1644, si ricongiunse con Gu Mei. Poco dopo la capitale fu saccheggiata, per la prima volta, dall'esercito contadino guidato da Li Zicheng, e poi conquistata dalle forze manciù che si riversarono attraverso il passo Shanhai e procedettero a creare la dinastia Qing. Nel corso di questi avvenimenti, Gong Dingzi riuscì a mantenere la sua creatività letteraria.

## Opere
Tra le altre opere, Gong Dingzi scrisse La porta del salice bianco (Baimen liu) collezione di poesia Ci giunta anche a noi.